# بيلي إيجرتون
بيلي إيجرتون (بالإنجليزية: Billy Egerton)‏ (1 يناير 1891 في المملكة المتحدة - 1 يناير 1934) هو لاعب كرة قدم بريطاني (وحمل سابقاً جنسية المملكة المتحدة لبريطانيا العظمى وأيرلندا) في مركز الهجوم. لعب مع بولتون واندررز ولينكولن سيتي أف سي.